# Alucita lyristis
Alucita lyristis är en fjärilsart som beskrevs av Edward Meyrick 1911. Alucita lyristis ingår i släktet Alucita och familjen mångfliksmott, (Alucitidae). Inga underarter finns listade i Catalogue of Life.